# Flux termic

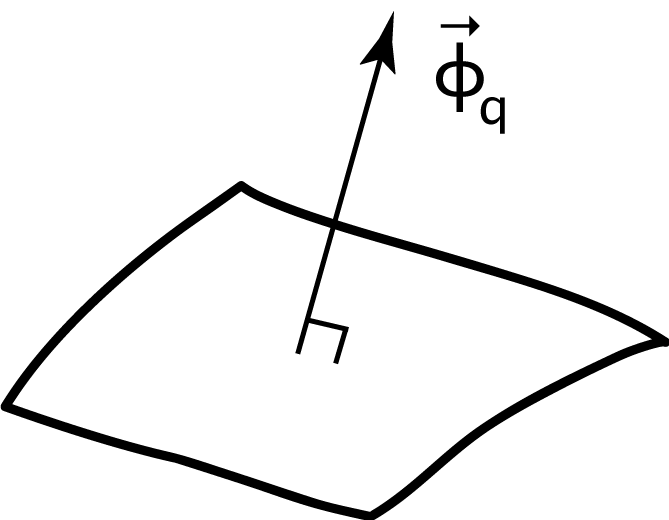
Fluxul termic printr-o suprafaţă

Fluxul termic este o mărime fizică ce caracterizează viteza transmiterii căldurii. Se exprimă în [W].
Reprezintă cantitatea de căldură care trece printr-o suprafață cu temperatură constantă în unitatea de timp.
Densitatea fluxului termic φ se definește ca fiind fluxul termic care trece prin unitatea de arie a unei suprafețe izoterme. Se exprimă în [W/m2].
Densitatea fluxului de căldură respectă legea lui Fourier:
{\displaystyle \phi =-\lambda {\frac {dT}{dy}},}
unde λ este conductibilitatea termică.
Semnul minus arată că sensul de transport al căldurii este în sensul crescător al temperaturii.
Unitatea de măsură a conductibilității este:
{\displaystyle <\lambda >={\frac {1\;W}{m\cdot K}}}   (watt pe metru și Kelvin).